# Mbabane West
Mbabane West ist ein Inkhundla (Verwaltungseinheit) in der Region Hhohho in Eswatini. Das Inkhundla ist 46 km² groß und hatte 2007 gemäß Volkszählung 23.489 Einwohner.
Das Inkhundla umfasst ungefähr den Westteil von Mbabane, der Hauptstadt Eswatinis.
Es gliedert sich in die Imiphakatsi (Häuptlingsbezirke) Mangwaneni, Manzana und Nkwalini.